# Saint-Germain-lès-Arlay
Saint-Germain-lès-Arlay è un comune francese di 528 abitanti situato nel dipartimento del Giura nella regione della Borgogna-Franca Contea.

## Società

### Evoluzione demografica
Abitanti censiti